# Wolodymyr Lukaschenko
Wolodymyr Wolodymyrowytsch Lukaschenko (ukrainisch Володимир Володимирович Лукашенко; * 14. Februar 1980 in Kiew, Ukrainische SSR) ist ein ehemaliger ukrainischer Säbelfechter.

## Erfolge
Wolodymyr Lukaschenko wurde 2003 in Havanna im Einzel Weltmeister und gewann außerdem im Mannschaftswettbewerb Bronze. 2006 sicherte er sich in Turin mit der Mannschaft Silber. Er gewann bei Europameisterschaften in der Einzelkonkurrenz 2002 in Moskau Bronze und 2006 in Izmir Silber. Bei den Europameisterschaften 2004 in Kopenhagen belegte er mit der Mannschaft den Bronzerang. Zweimal nahm Lukaschenko an Olympischen Spielen teil: 2000 schied er in Sydney in der zweiten Runde des Einzels aus und schloss das Turnier auf dem 29. Platz ab. In der Mannschaftskonkurrenz wurde er Sechster. Bei den Olympischen Spielen 2004 in Athen erreichte er das Viertelfinale des Einzels, in dem er Wladyslaw Tretjak unterlag und damit Fünfter wurde. Mit der ukrainischen Equipe belegte er erneut den sechsten Rang.